# ビーチクルーザー

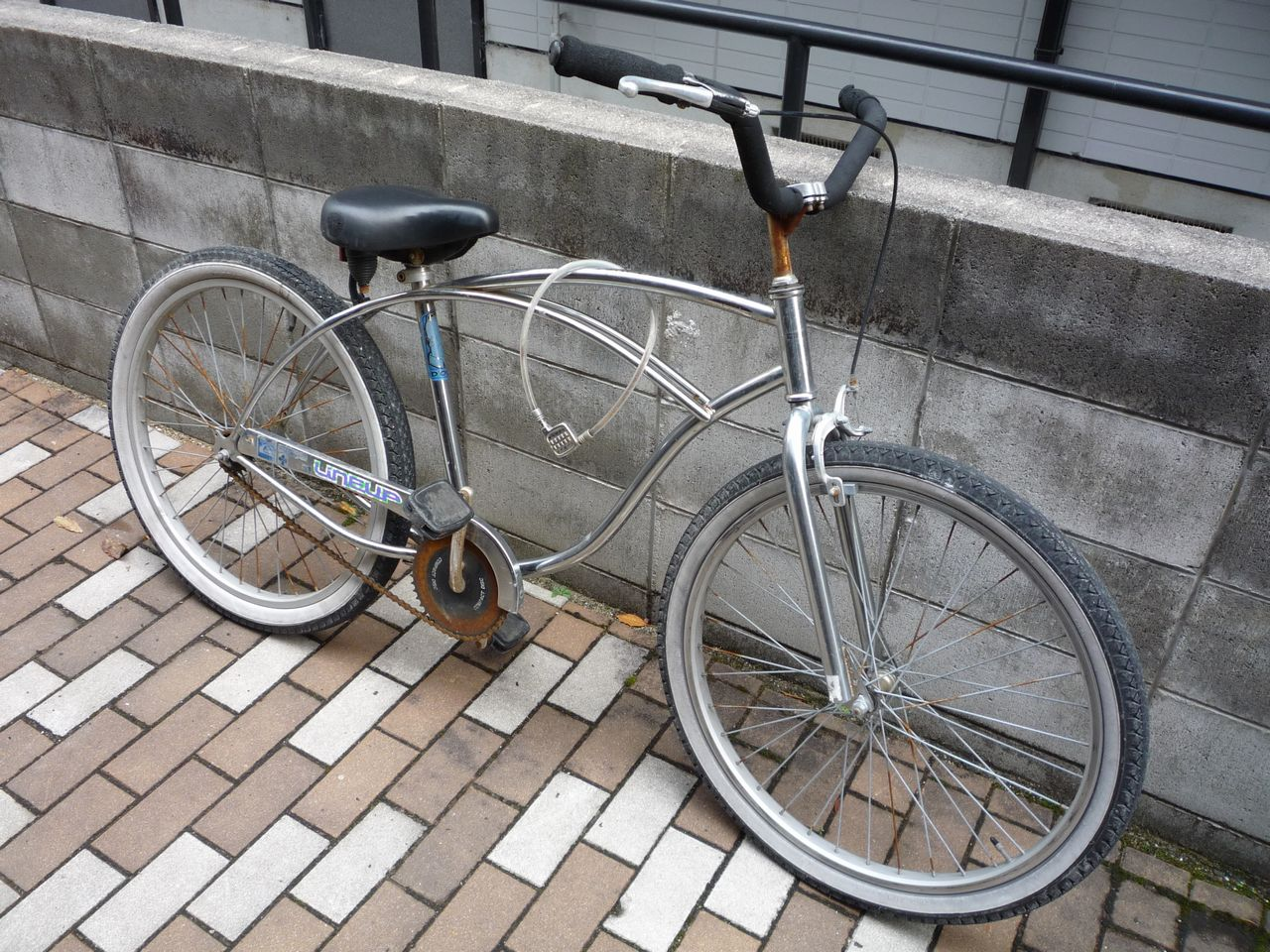
狭義の「ビーチクルーザー」が日本に上陸した当時の様式をよく留めた製品。出来鉄工所製 ビーチマリポサ26 クロムめっき仕様

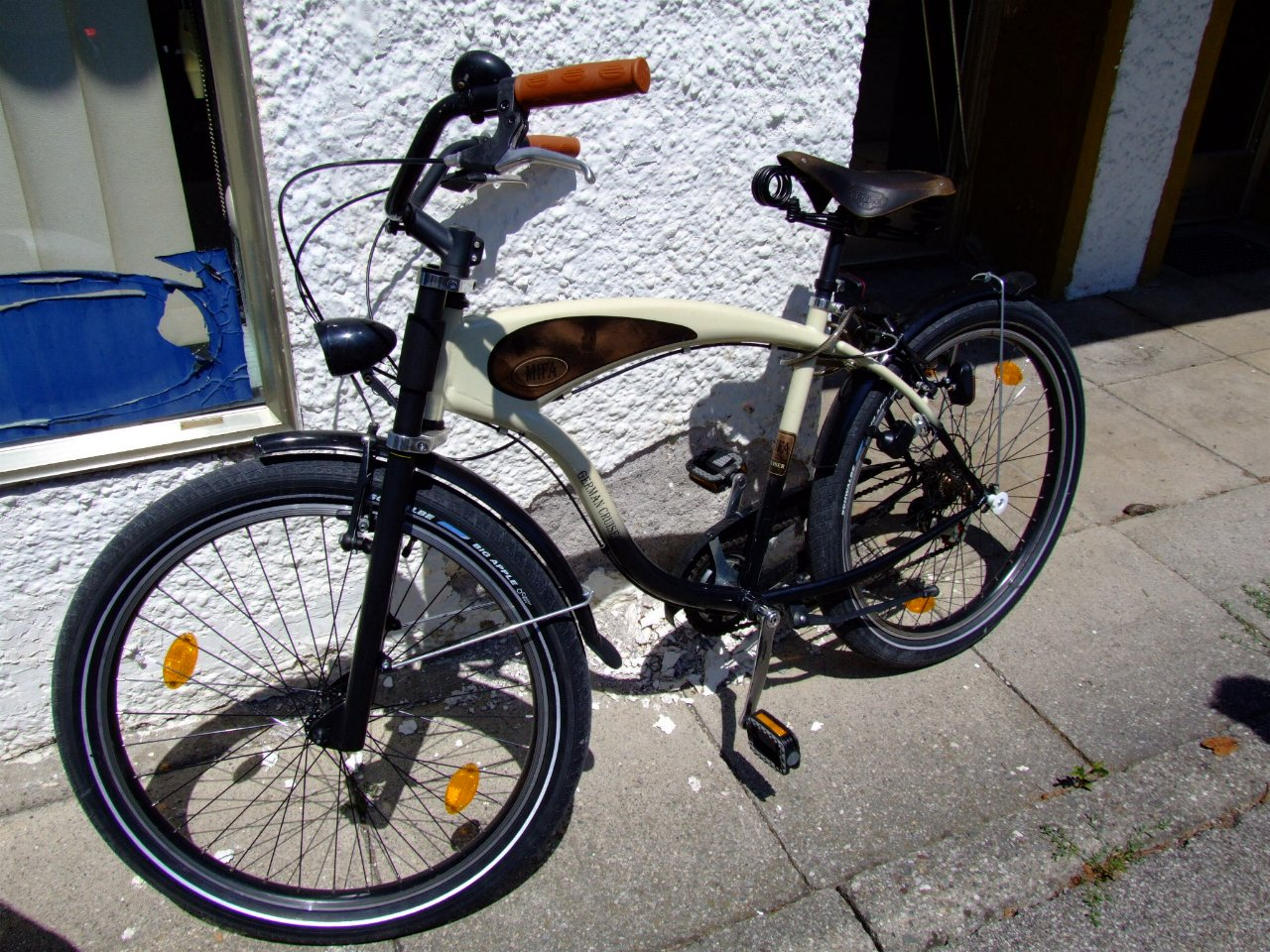
現在のクルーザーバイシクルの一例

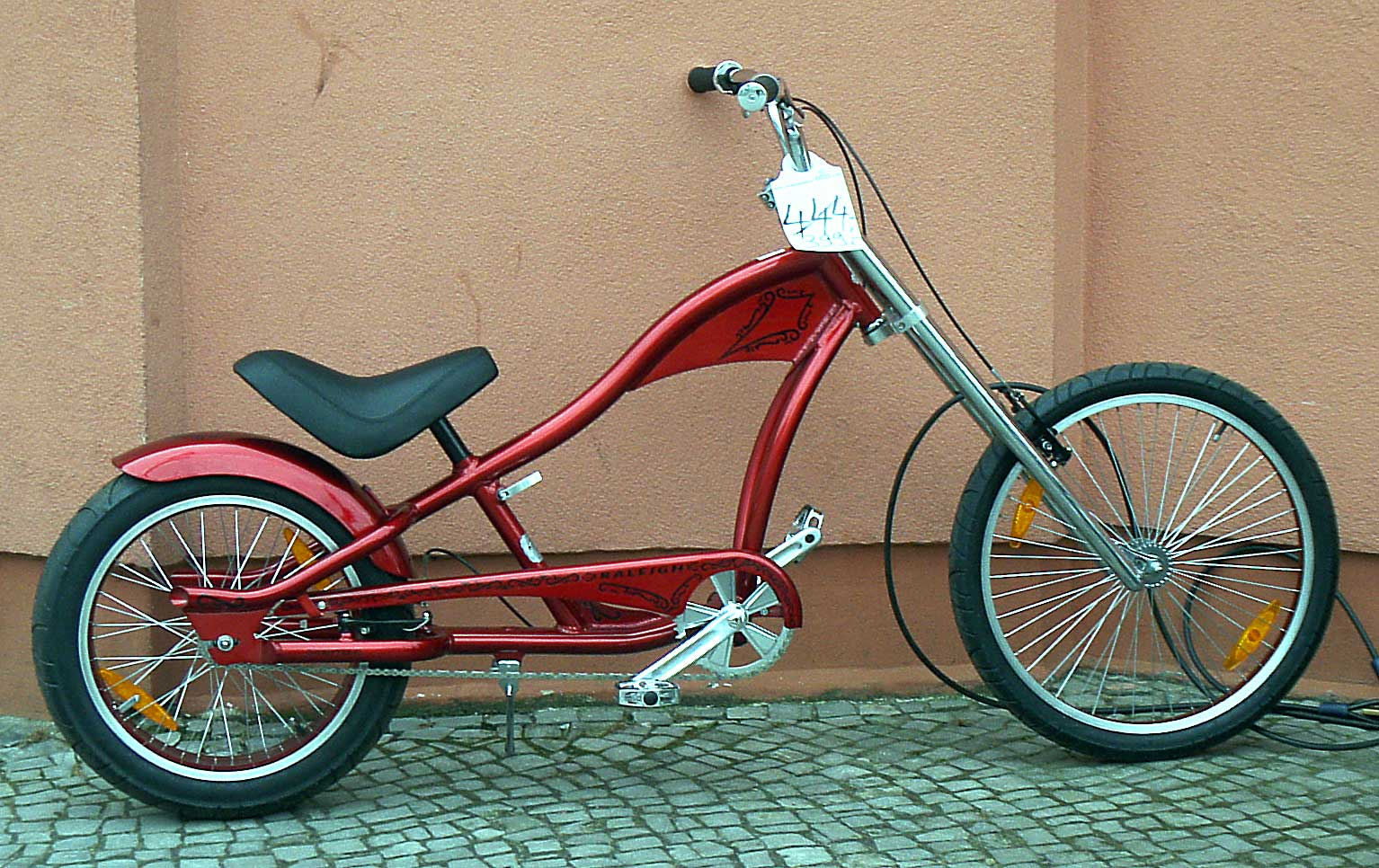
ビーチクルーザー（オーバーサイズ）

ビーチクルーザー（Beach Cruiser）とは、アメリカの伝統的な自転車である｢クルーザーバイシクル｣（Cruiser Bicycle）を元に、アメリカ西海岸のサーフィン愛好家（サーファー）たちによって製作、使用された改造車、ならびにその様式を模して新たに製造された自転車である。
日本国内においては、原型である「クルーザーバイシクル」も「ビーチクルーザー」と呼ぶ場合が多い。
なお、クルーザーバイシクルは略して「クルーザーバイク」（Cruiser bike）と呼ばれることも多い。

## 歴史
広大なアメリカでは、ヨーロッパのような都市間移動手段としての実用的な自転車文化が根付きにくかった。ペニー・ファージングが廃れた後にイギリスからロードスターを輸入し、19世紀末にはSchwinnやColumbia、Hawthorneなど数社が国産化したものの、その後も自転車を取り巻く環境は同様であり、二輪車もオートバイの開発に重点が置かれた（20世紀初頭の段階ではオートバイと自転車のフレーム構造は非常に共通点が多く、自転車に原動機を取り付けたものが、すなわちモーターサイクルという状態であった）。
1920年代以降、フォード社などによる自動車の大量生産によるモータリゼーションの時代へと移行することによって、アメリカの国内一般向けの自転車は、主に近距離専用の移動手段として、自動車が使用できない、あるいは使用する必要の無い状況（大規模な倉庫・工場内での移動や、ごく近距離の通勤・通学・運搬など）および、自動車免許取得年齢に達しない青少年向けに特化されていくことになる。
日本のビーチクルーザーの原型である、アメリカのクルーザーバイシクルの歴史は古い。航空機は、1930年代に入ると高速交通機関としての発達が著しく、その影響で鉄道車両や自動車なども、航空機に着想を得た流線型デザイン（aerodynamics designe）が流行した。オートバイも流線型を取り入れたものが数多く発表されるなか、1934年にSchwinn社が｢Aerocycle｣の名でオートバイや航空機をモチーフにしたストリームラインデザイン（streamline designe）の堅牢な自転車を発売し、青少年に支持されて爆発的な人気を得た。追随して他の自転車メーカーもこれを模倣した自転車を次々に製造、1940年代には多くの派生形を生み出し、アメリカ国内で生産される自転車デザインの主流となった。アメリカの自転車産業が台湾・中国に生産拠点を移した現代においても、アメリカンタイプのスタンダードデザインの一つとなっている。
1945年の第二次大戦終戦後、日本の工業生産力が低下して物資が極端に不足していた時期には進駐軍が配給物資としてクルーザーバイシクルを持ち込み、日本各地で実用車の代用とされて運搬やリヤカーの牽引などに使用された。
1950年代はクルーザーバイシクルにとって隆盛の時代となった。第二次大戦後のベビーブームに生まれたベビーブーマー達の共として、膨大な需要が生まれたためである。
1963年、Schwinn社が発表した、ストリームラインの子供用小型クルーザーバイシクルから発展させた特異なデザインの自転車｢Sting-ray｣が多くの少年たちに支持され、その追随車たちと共にハイライザーと呼ばれるジャンルを形成した。これらは後のBMXや、ローライダー・バイシクルの原型である。
1970年代初頭には自然回帰志向や環境保護意識の高揚により、アメリカ国内においてバイコロジー（bikecology）と呼ばれた自転車ブームが起きた。しかしその需要の中心は、「10スピード」（ten speed）と呼ばれたヨーロッパ風のスポーツ車であり、伝統的なクルーザーバイシクルの勢力は衰えを見せていた。
一方、1950年代から60年代にかけて広く普及し、70年代にはガレージや庭先で眠っていたクルーザーバイシクルに、カリフォルニア州などの海岸地帯のサーファーたちが目をつけ、ビーチまでの気軽な移動手段として愛用するようになる。サーファーたちは、錆び付き、凹み、ゆがんだ泥よけやアクセサリー類を撤去し、色褪せたフレームにペイントをほどこすという簡単な改造を施したが、それがクルーザーバイシクルが元々持っていた、凝った曲線の造形を持つフレームなどの美しさを引き立たせるという思いがけない効果を生み、時代遅れになろうとしていたクルーザーバイシクルに新たな息吹を吹き込んだ。これを見た自転車メーカーでは、初めから泥よけなどを持たないシンプルな製品を供給するようになり、これらを指して海岸を走るクルーザー=ビーチクルーザーという名称が一般的に使用されるようになった。
また1970年代には、新たな自転車の誕生を促した。バイコロジー・ブームでロードバイクが流行する中、アメリカ、カリフォルニア州の若者たちはこの忘れ去られつつあった自転車を山で遊ぶ装具やシクロクロス競技の機材として再発見する。すなわちマウンテンバイクの誕生である。頑丈であるという理由から第二次世界大戦前に作られたシュウィン社の「エクセルシオール」が使われ、このフレーム設計が初期のマウンテンバイクのフレームに採用されている。
1995年にSchwinn社は創業100周年を記念して、同社が1949年に発売しヒット作となった「Black Phantom」の復刻版を発売。これが刺激となってノスタルジックなクルーザーバイシクルの市場が復興し、一部は日本にも輸入されている。
2004年にSchwinn社は｢Sting-ray｣の名を継ぎつつ、全く新しいスタイルを持つ新製品「Sting-ray 20"」を発売する。
これは、映画イージー・ライダーなどで知られる「チョッパーバイク」を模した、低く長いフォルムを特徴とし、またもや多くの追随者、模倣者を生むヒット作となり、Schwinn社自身もいくつものバリエーションを追加するに至った。これらは「チョッパー・バイシクル」（Chopper Bicycle）または「オーバーサイズ」とも呼ばれる。

## 特徴
前記のようなモーターサイクルを意識したストリームラインの頑丈なフレームに大きめのハンドル、太めのバルーンタイヤを装備しており、さらにサスペンションや大型のヘッドライト、燃料タンクを模した部品などで装飾されているものもある。3〜5速程度の内装式変速機を装備している場合もあるが、大抵は変速機構を持たない。どちらかと言えば安価な自転車と言えるが高価格のものも存在する。
制動装置は前・後輪の両方にキャリパーブレーキがあるものと、前輪がキャリパーブレーキで後輪にコースターブレーキが装備されているものとに分かれる。前者は一般的な自転車と同様だが、コースターブレーキを装備したものはブレーキレバーはハンドル右側の前輪用のみとなり、後輪はペダルを逆回転するとブレーキ機能が働く仕組みである。なお、アメリカ国内向けの製品には前輪ブレーキが装備されていない場合が多い。ごく稀にトラックレーサーと同じ固定ギアの、ブレーキが無いものも存在する。
コースターブレーキは日本の一般的な自転車（所謂、ママチャリなど）には馴染みが薄く、うっかり逆回転させるとブレーキ機能が働くため、慣れるまでは乗りにくいなどの評価もあるが、幼児や老人でも握力を必要とせず足で効率良く制動できるため、欧米では一般的なブレーキ機構である。
日本では｢サーファーが浜辺まで移動するための自転車｣として紹介され、持ち込まれたため、サーファーの集まる浜辺周辺では、サーフボードを積載する部品である｢ボードキャリア｣を車体に取り付けての使用例が多く見られる。
車体デザインに特徴があり、日本では主にファッションにこだわる若者が好んで使っていることが多い。
現在では色々なカラーが出ているが、サーファーファッションと共に日本に持ち込まれ始めた当時は、アメリカ的雰囲気を高める仕上げとして、フレームを含む鉄製部品をくまなくクロムめっきとしたものが多く見られた。
なお普通自転車の寸法規定をオーバーするものは、歩道上を走行することは出来ない（法令では「普通自転車」は全長190cm、車体幅60cm以内）。

## 註
1. ↑  日本において一般市場に流通した順序が、1970年代末から80年代初頭にかけてのサーファーファッションの流行に伴ったビーチクルーザーに対して、クルーザーバイシクルは1990年代なかば、アメリカ発のリバイバルブーム以降と、アメリカ本国とは逆になったことが影響している。
2. ↑  joe kid on a STING-RAY -the HISTORY Sting-rayからBMXへの歴史をまとめたドキュメンタリー JAN:4544466002841 ASIN: B000MZHRBS